# Ack Värmland
Ack Värmland är en svensk komediserie från 2015 som utspelar sig i Molkom. Serien är inspelad i Trollhättan, Vänersborg och den lilla bruksorten Vargön som är belägen mellan Trollhättan och Vänersborg. Serien hade premiär i TV4 den 13 mars 2015. Säsong 2 hade premiär den 20 oktober 2017 på TV4.

## Handling
När Anette (Mia Skäringer) blir uppsagd från sitt jobb på brukets personalmatsal, bestämmer hon sig för att starta fotvårdssalongen Anettes fötter tillsammans med sin 20-åriga dotter, Fanny (Ida Hallquist). Samtidigt har de båda blivit gravida med sina respektive pojkvänner, Ola (Johan Östling) och Pontus (Björn Starrin).

## Rollista
- Mia Skäringer – Anette
- Ida Hallquist – Fanny
- Johan Östling – Ola
- Björn Starrin – Pontus
- Sussie Eriksson – Sol-Britt
- Tomas Tjerneld – Janne
- Hanna Ingman – Bea
- Bengt Alsterlind – grannen Gunnar
- Lotta Tejle – grannen Gudrun
- Jonas Rimeika – mäklare

## Avsnitt
| Avsnitt | Regisserad av               | Manus av    | Sändningsdatum | Tittarantal (miljoner) |
| --- | --------------------------- | ----------- | -------------- | ---------------------- |
| "Avsnitt 1" | UIf Malmros och Jaana Fomin | UIf Malmros | 13 mars 2015   | 1,9                    |
| Anette får sparken från brukets personalmatsal och öppnar en fotvårdssalong tillsammans med sin arbetslösa dotter, Fanny. |                             |             |                |                        |
| "Avsnitt 2" | UIf Malmros och Jaana Fomin | UIf Malmros | 20 mars 2015   | 1,722                  |
| Anette anställer Sol-Britt och använder sig av fiskar i sin behandling. |                             |             |                |                        |
| "Avsnitt 3" | UIf Malmros och Jaana Fomin | UIf Malmros | 27 mars 2015   | 1,238                  |
| Anette försöker få Pontus att sluta snusa och Fanny tröttnar på att Ola bara spelar TV-spel. Kronofogden kommer på oanmält besök och Fanny och Ola blir bostadslösa. |                             |             |                |                        |
| "Avsnitt 4" | UIf Malmros och Jaana Fomin | UIf Malmros | 3 april 2015   | 1,534                  |
| Anette ångrar att hon sålde halva salongen till Sol-Britt. Fanny blir avundsjuk på sin vän Bea som har rest i Amerika. |                             |             |                |                        |
| "Avsnitt 5" |                             |             | 10 april 2015  |                        |
| Fannys hemlöse pappa, Janne, besöker Anette och flyttar in till Sol-Britt. Anette och Sol-Britt bråkar om vilka förnamn som fungerar idag. |                             |             |                |                        |
| "Avsnitt 6" |                             |             | 17 april 2015  |                        |
| Sol-Britt kastar ut Janne som flyttar in till Anette. Fanny får reda på att Bea bröt mot sina föräldrars regler vilket gör Fanny sur på Anette, då hon inte fick någon sådan uppfostran. |                             |             |                |                        |
| "Avsnitt 7" |                             |             | 8 maj 2015     |                        |
| Fanny startar en blogg och Ola vill inte att det skall stå något om honom. Anette misstänker att Sol-Britt nättrollar. |                             |             |                |                        |
| "Avsnitt 8" |                             |             | 15 maj 2015    |                        |
| Graviditeterna börjar märkas av allt mer. Janne startar ett surdegshotell. Anette och Pontus checkar in på hotell för en kärleksnatt, där de oväntat träffar några bekanta. |                             |             |                |                        |
| "Avsnitt 9" |                             |             | 22 maj 2015    |                        |
| Fanny anser att Anette är alldeles för sur och negativ så Anette anmäler sig till en kurs i positivit tänkande. Pontus är orolig för hur det ska gå med papparollen och ber Ola att skaffa dem en faderskapsmentor. Men den fembarnspappa som Ola anlitar är kanske inte den bästa kandidaten. |                             |             |                |                        |
| "Avsnitt 10" |                             |             | 1 juni 2015    |                        |
| Anette har fått nog av att vara trångbodd och när grannhuset blir till salu tycker hon att Fanny och Ola ska köpa det. Dessvärre är Sol-Britt också sugen på att flytta och hon tänker inte vika sig i budgivningen. Men det tänker inte Ola heller.                                           |                             |             |                |                        |